# Cantonul Belfort-Est
Cantonul Belfort-Est este un canton din arondismentul Belfort, departamentul Territoire de Belfort, regiunea Franche-Comté, Franța.